# Trimusculus stellatus
Trimusculus stellatus is een slakkensoort uit de familie van de Ellobiidae. De wetenschappelijke naam van de soort werd in 1835 voor het eerst geldig gepubliceerd door George Brettingham Sowerby II.